# Anatolij Miediennikow
Anatolij Siergiejewicz Miediennikow (ros. Анатолий Сергеевич Меденников; ur. 16 marca 1958 w Swierdłowsku) – rosyjski panczenista reprezentujący Związek Radziecki, brązowy medalista mistrzostw świata.

## Kariera
Największy sukces w karierze Anatolij Miediennikow wywalczył w 1981 roku, kiedy zdobył brązowy medal podczas mistrzostw świata w wieloboju sprinterskim w Grenoble. W zawodach tych wyprzedzili go jedynie Norweg Frode Rønning oraz kolejny radziecki łyżwiarz, Siergiej Chlebnikow. Był to jednak jedyny medal wywalczony przez niego na międzynarodowej imprezie tej rangi. Zajął też między innymi piąte miejsce w wieloboju podczas mistrzostw świata juniorów w Montréalu w 1978 roku. W 1980 roku brał udział w igrzyskach olimpijskich w Lake Placid, gdzie był siódmy w biegu na 500 m oraz piętnasty na dwukrotnie dłuższym dystansie. W 1982 roku zakończył karierę.